# Tell al-Ubajd
Tell al-Ubajd (arabsky العبيد‎‎, přepisováno také jako Obeid, el-Obejd, Ubaid atd.) je archeologická lokalita v jižním Iráku poblíž zřícenin sumerských měst Eridu a Uru, jejíž osídlení začíná v raném chalkolitu v tzv. eridské kultuře (Obeid 1) někdy po roce 6000 př. n. l., pokračuje kulturou hádží-muhammadskou (Obeid 2) ve středním chalkolitu a vrcholí asi od roku 4100 př. n. l. v mladém chalkolitu [zdroj?]. Všechny tyto fáze dnes zahrnujeme do obeidské kultury, která jako první z kultur Blízkého východu se rozšířila v široké oblasti od Sýrie po západní Írán.

## Popis
Tell al-Ubajd je tell (pahorek) severně od Eridu, kde byly poprvé zjištěny stopy kultury, jež je po něm pojmenována. Na konci 5. tisíciletí př. n. l. původní prehistoričtí zemědělci některé své vesnice ohradili a vytvořili v nich střediska širších oblastí s honosnými stavbami rodových vůdců a cihlovými chrámy. Patřil mezi ně právě Obeid, který se stal vedle Eridu nejstarším městem jižní Mezopotámie, v němž se posléze usídlili Sumerové. Poprvé ho podrobně prozkoumal v letech 1923 a 1924 sir Leonard Woolley.
Obyvatelé Tell al-Ubajdu se zabývali zemědělstvím a rybolovem, známí jsou však především jako zruční keramici, jejichž výrobky byly už zpracovávány na primitivním hrnčířském kruhu. V Tell al-Ubajdu byly nalezeny dvě terakotové ženské hlavy, datované do doby kolem roku 4500 př. n. l. [zdroj?]. Mladší je také terakotová figurka ženy kojící dítě. Tato žena má přimalované šperky a tetování na nahém těle. Má štíhlé tělo s protáhlou hlavou a pro obeidskou kulturu typické vyčnívající oči.
Město bylo vystavěno na malé ploše kolem centrálního chrámu postaveného z hliněných cihel z jílu. Kněží tohoto chrámu hráli také vedoucí úlohu ve městě při posvátných obřadech, politickém životě i v ekonomice. Kněžím zůstal velký vliv i za raných států pozdějšího Sumeru, kdy byli soupeři místních panovníků.